# Kubajówka
Kubajówka (ukr. Кубаївка) – wieś na Ukrainie, w obwodzie iwanofrankiwskim, w rejonie nadwórniańskim.